# Акуасанта Терме
Акуаса̀нта Тѐрме (на италиански: Acquasanta Terme) е малко градче и община в Централна Италия, провинция Асколи Пичено, регион Марке. Разположено е на 392 m надморска височина. Населението на общината е 3020 души (към 2011 г.).